# 제임스 맥코시

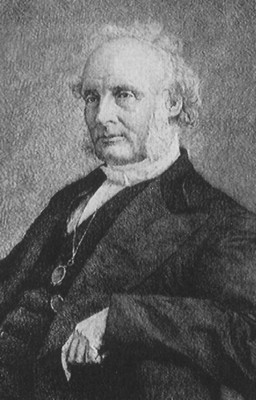
제임스 맥코시

제임스 맥코시 ( James McCosh; 1811년 4월 1일 - 1894년 11월 16일)는 프린스턴 대학교의 총장으로 1868년에 임명되어 20년간 재임하였다. 스코틀랜드 상식 학파를 존 위더스푼후 가장 크게 확대시켜 프린스턴 대학교를 가장 많이 확장시켰다. 그의 진화론에 대해 찬성하는 의견은 찰스 핫지등에 의해 강한 반발을 불러 일으켰다.
토머스 리드와 듀갈드 스튜어트의 글을 많이 인용하였고, 진화론이 성경에 부합된다고 주장하였다.